# Estrella fugitiva

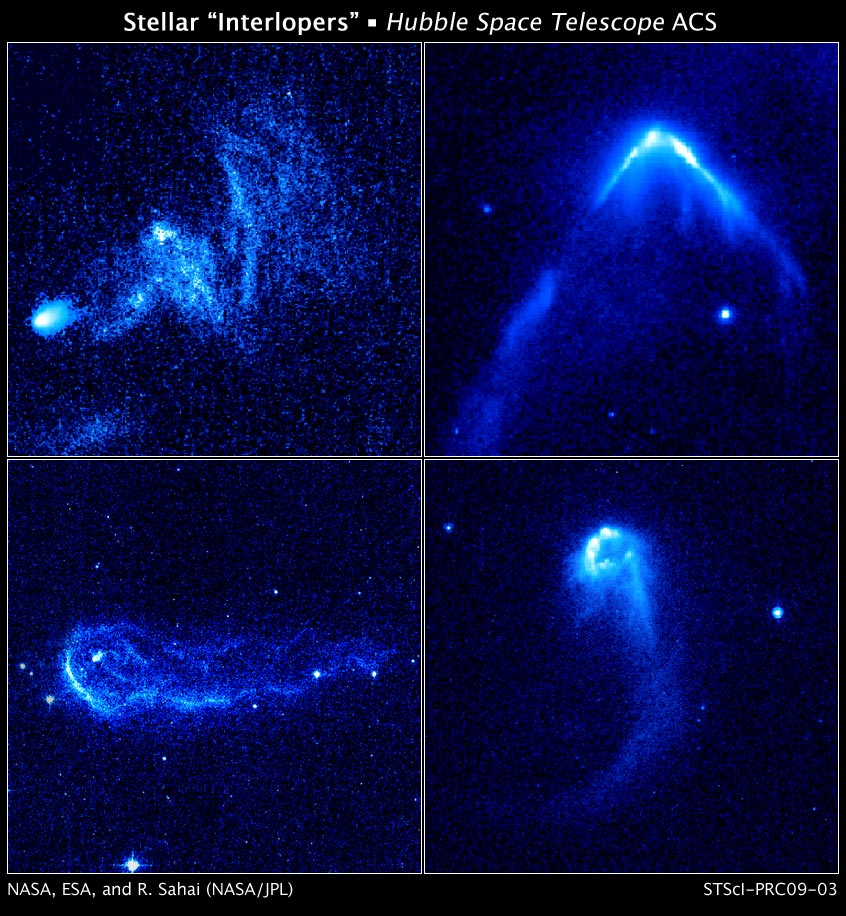
Quatre estels fugitius solcant zones del dens gas interestel·lar, creant ones d'arc brillants i cues de gas incandescent.

Un estel fugitiu (runaway star en anglès) és un estel que es mou a través de l'espai amb una velocitat inusitadament alta en comparació amb altres estels del seu entorn. La velocitat és supersònica en relació amb el medi interestel·lar circumdant.
Dos possibles mecanismes poden donar lloc a un estel fugitiu:
- Una trobada molt propera entre dos sistemes binaris, que pot resultar en la destrucció de tots dos sistemes i l'expulsió d'alguns dels estels a gran velocitat.
- Una explosió d'una supernova en un sistema estel·lar pot ocasionar que els components restants surtin projectats.

Encara que tots dos mecanismes són possibles, els astrònoms solen ser més partidaris de la hipòtesi de la supernova, per ser en la pràctica més probable.
Un exemple d'estels fugitius relacionats són AE Aurigae, 53 Arietis i μ Columbae, cadascuna d'elles movent-se lluny de les altres a velocitats de més de 100 km/s. Buscant el punt d'origen, aquest es troba prop de la Nebulosa d'Orió, en una explosió que va poder produir-se fa dos milions d'anys. La nebulosa d'emissió Sh 2-276 (Anell de Barnard) es pensa que és el romanent d'aquella supernova que va expulsar els esmentats estels.
Un altre exemple és l'estel ζ Ophiuchi, que s'allunya a gran velocitat d'un estel de neutrons (PSR J1932+1059), probablement per l'explosió de la supernova que li va donar origen fa un milió d'anys.